# International Maritime Bureau
Das International Maritime Bureau (IMB) ist eine auf Kriminalitätsbekämpfung auf See spezialisierte Abteilung der Internationalen Handelskammer mit Sitz in London.
Die Non-Profit-Organisation wurde 1981 zusammen mit der Internationalen Seeschifffahrts-Organisation mit der Aufgabe der Verbrechens- und Betrugsbekämpfung geschaffen, um so den Seehandel und Transport von Handelsgütern zu sichern. 
Das Büro besitzt einen Beobachterstatus bei Interpol, hat mit der Weltzollorganisation ein Memorandum of Understanding vereinbart und unterhält seit 1992 ein 24-stündig besetztes Meldezentrum für Piraterie in der malaysischen Hauptstadt Kuala Lumpur. Auf der Webseite veröffentlicht das IMB wöchentlich einen Bericht zu den aktuellen Vorkommnissen auf See.